# 尻餅

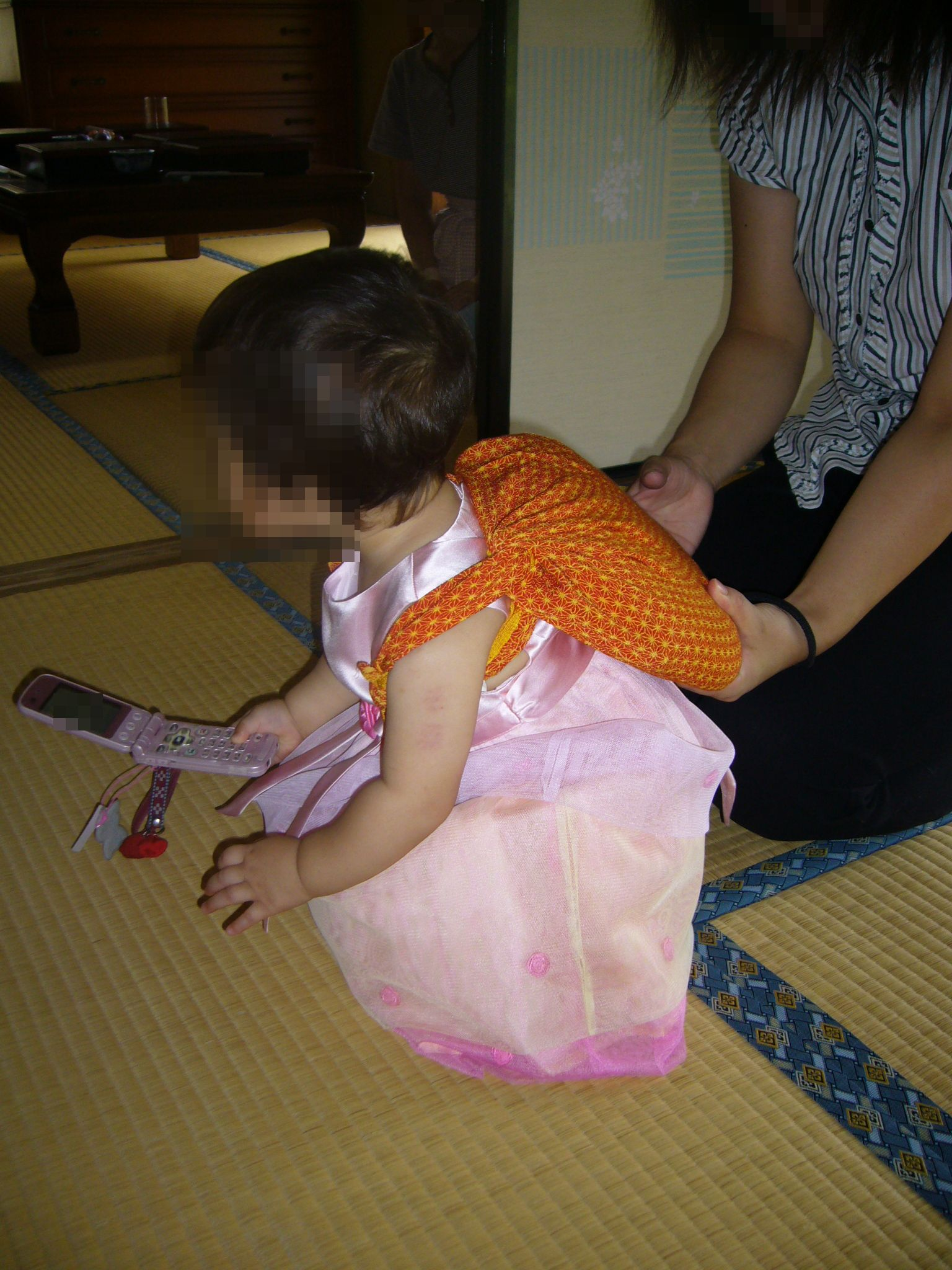
一升餅を背負って1歳の誕生を祝う

尻餅（しりもち）とは、祝い餅のひとつ。

## 概要
生後1歳に満たない子供が歩くと、親を凌ぐ大物になるという言われから行われる風習行事に由来する。
歩き出した子供に1升の米、または餅を背負わせ、後にその餅をお尻に投げつけ子供の成長を祝う。
投げつけられた餅が尻餅である。
一般的には、これを祝い餅として、ひと重ねずつ親類縁者に配る祝い餅となる。
「尻餅を突く」と言う言葉は、この餅から来ている。